# Assassinats a Dunkerque
Assassinats a Dunkerque (títol original en francès, Meurtres à Dunkerque) és un telefilm francobelga de la col·lecció Assassinats a..., escrit per Manon Dillys i Sébastien Le Délézir, i dirigit per Marwen Abdallah. Es va emetre per primer cop a Suïssa el 9 de setembre de 2016 a RTS Un, a Bèlgica a La Une i a França a France 3 el 4 de febrer de 2017. S'ha doblat al català per a TV3, que va estrenar-la el 20 de maig de 2018.
És una coproducció d'Ango Productions, Stromboli Pictures i RTBF. L'emissió a France 3 la van seguir 4,78 milions d'espectadors, cosa que va representar el 21,8% de quota de pantalla.
Moustique troba que la pel·lícula és «fidel pel que fa l'èxit» de la col·lecció, és a dir, està formada per «un duet de personatges antagònics però efectius i una investigació policial ben elaborada amb el rerefons d'assassinats en sèrie».

## Sinopsi
Som a Dunkerque, els dies de febrer en què se celebra el seu famós Carnaval. Els carrers van plens d'una riuada de gent disfressada que beu, canta i balla, però l'alegria d'un grup d'amics es trenca a la matinada quan troben un cadàver penjat al pal d'un vaixell. La Janie, capitana de la policia local i gran coneixedora de la naturalesa humana, haurà de col·laborar en la investigació amb un capità parisenc de la policia judicial imposat pel jutge. Formen una peculiar parella d'investigadors, però les coses se'ls compliquen quan resulta que aquell cadàver no és l'únic, sinó el primer.

## Repartiment
- Charlotte de Turckheim: Janie Roussel
- Lannick Gautry: Éric Dampierre
- Jean-Michel Fête: Mathias Laurent
- Bruno Paviot: Antoine De Kerkhof
- Xavier Lemaître: Richard Delmotte
- Tom Hudson: Solal Dampierre
- Antoine Domingos: Steeve Desmet
- Catherine Demaiffe: Gaëlle
- Floriane Potiez: Séverine Nedjaoui
- Adrien Rob: Ben, fill de la Janie

## Rodatge
Aquesta és la primera vegada que una pel·lícula de la sèrie Assassinats a... té lloc al departament francès del Nord. Es va rodar en 21 dies del 4 de febrer al 2 de març de 2016, durant el Carnaval.
S'havia anunciat que Victoria Abril faria el paper de Janie Roussel, però es va retirar a l'últim moment per un desacord artístic. La va substituir Charlotte de Turckheim.
La goleta Don Silvano va servir com a lloc del primer assassinat.